# Età comunale

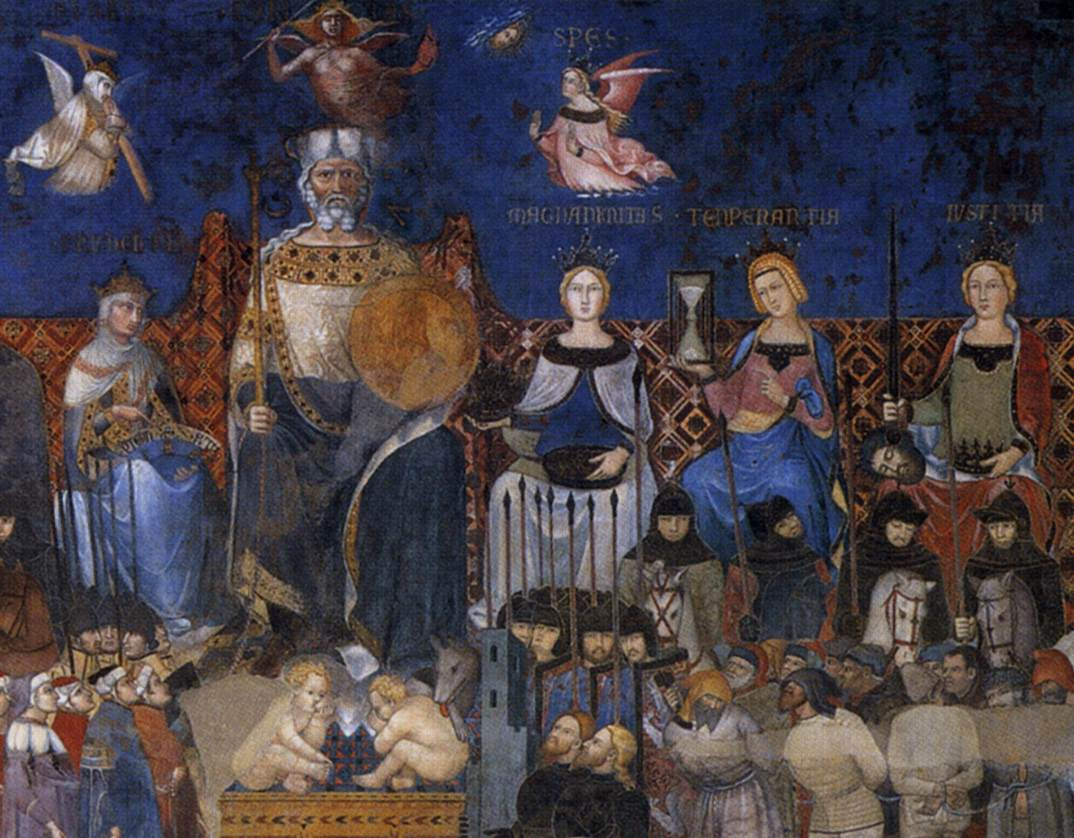
Il Comune di Siena rappresentato come un sovrano assiso sul trono, nell'Allegoria del Buon Governo di Ambrogio Lorenzetti

L'età comunale indica un periodo storico del Medioevo, contraddistinto dal governo locale dei comuni, che riguardò alcune aree dell'Europa occidentale, tipicamente l'Italia settentrionale e centrale, e - seppure con caratteri peculiari - altre aree d'Europa.
Il comune era nel Medioevo una struttura politica che tutelava gli interessi degli abitanti di una città, spesso in contrapposizione con gli interessi del sovrano o del signore della città stessa. Ne facevano parte i cittadini maschi, maggiorenni, cristiani,  che possedevano almeno la casa in cui abitavano e  che pagavano una quota di denaro alla cassa del comune stesso.
I comuni ebbero origine in Italia settentrionale e centrale attorno alla fine del XI secolo, sviluppandosi, in seguito, anche in alcune regioni della Germania centro-meridionale, in Francia e nelle Fiandre.
In Italia, culla della civiltà comunale, il fenomeno andò esaurendosi fin dagli ultimi decenni del XIII secolo e la prima metà del secolo successivo, con la modificazione degli equilibri politici interni, con l'affermazione sociale di nuovi ceti (Aristocrazia, grande e piccola borghesia e plebe) e con la sperimentazione di nuove esperienze di governo (signoria cittadina). I primi Comuni richiedevano autonomia professionale, politica e amministrativa. Nella penisola italiana le città erano sottoposte all'autorità suprema dell'imperatore: questo è il punto di partenza per comprendere la dinamica storica che accompagnò lo sviluppo del Comune in Italia e le lotte che esso dovette sostenere per affermarsi.

## Descrizione

### L'istituzione comunale

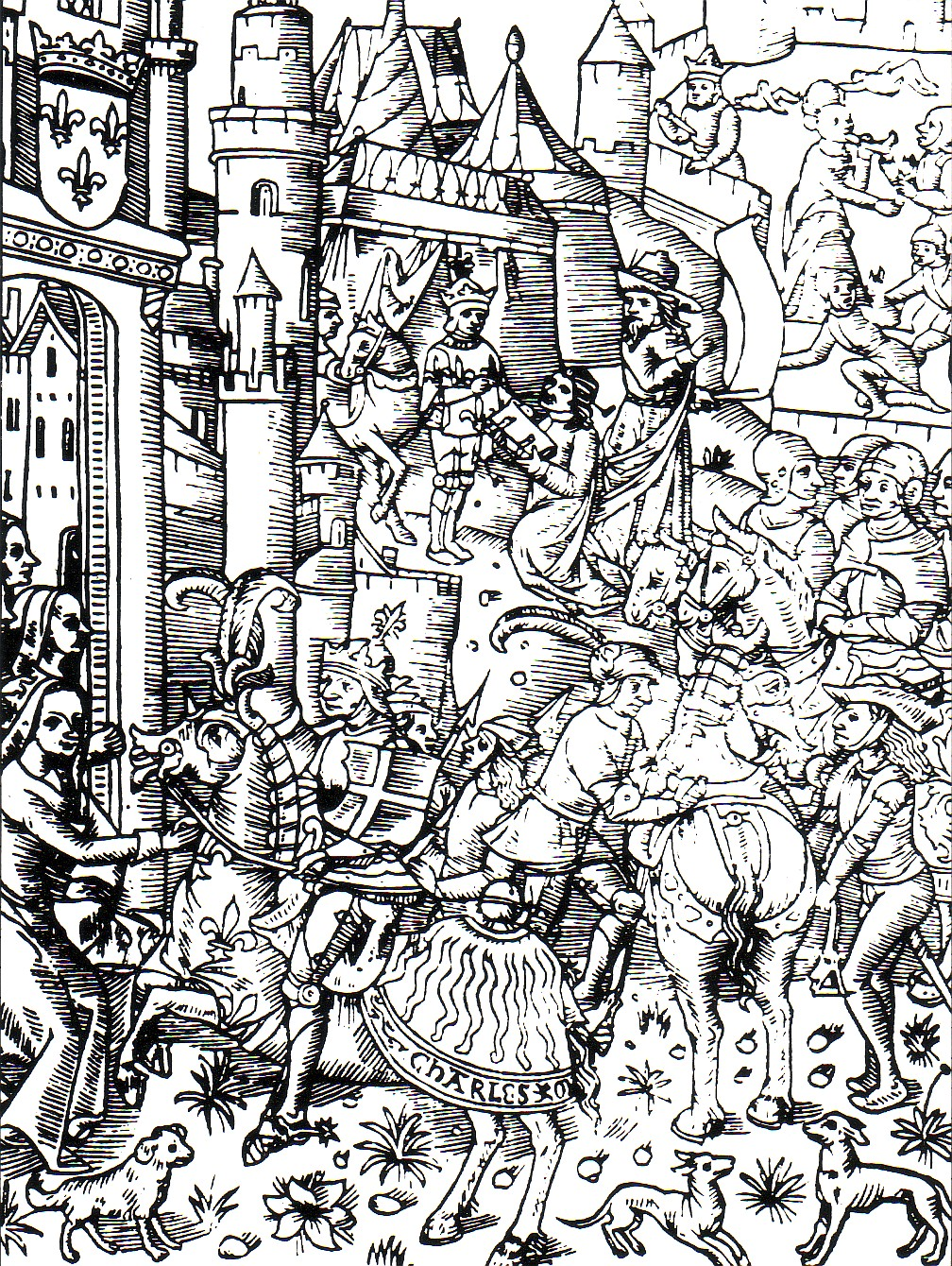
Xilografia francese della fine del Quattrocento

L'incremento demografico dell'anno Mille portò alla formazione di nuovi centri urbani e alla rinascita di quelli esistenti. Così, la città tornava a essere, come nell'antichità, il centro propulsore della società civile. All'interno delle mura vennero a convivere uomini di estrazione sociale molto diversa: contadini inurbati in seguito all'eccedenza di manodopera nei campi, feudatari minori che cercavano di sottrarsi ai vincoli verso i grandi feudatari trasferendosi in città, oltre che notai, giudici, medici, piccoli artigiani e mercanti. Questi costituivano per eccellenza la classe dei "borghesi", vale a dire di coloro che, non essendo nobili, traevano la propria prosperità dall'esercizio di arti o mestieri, avendo nella città il loro ambiente naturale.
Quindi, con la rinascita delle città nell'XI secolo e la ripresa delle attività artigianali, i nuovi ceti urbani si riunirono per liberarsi dai vincoli feudali e dall'autorità imperiale, creando una nuova realtà politica: il Comune. Fu inevitabile che molte città cominciassero a svilupparsi come organismi autonomi, ponendo sotto il proprio controllo le campagne circostanti: questi nuovi organismi politici prendono il nome di Comuni, per l'appunto, e consistono in vere e proprie città-Stato, con leggi e magistrature indipendenti dalla soggezione ai grandi feudatari. In teoria, peraltro, le città non potevano essere del tutto autonome, poiché erano soggette a organismi più vasti: o appartenevano ai grandi feudatari o erano sotto il diretto controllo del re o dell'imperatore. Ma in pratica in alcune zone dell'Europa, come nelle Fiandre o nel nord-Italia, il potere dell'Impero era debole e proprio in queste zone l'istituzione comunale poté svilupparsi.
Il Comune espresse quindi l'emancipazione dalla soggezione feudale, dando luogo a una profonda trasformazione sociale, caratterizzata dal rifiorire delle attività commerciali e dall'emergere della borghesia.
In realtà il tentativo di ricondurre a un'unica ragione storica la nascita del Comune non ha fornito buoni esiti: un fenomeno complesso, esteso diacronicamente e sincronicamente non può essere originato rigidamente da un unico evento o da una medesima causa. Fra le teorie sull'origine del Comune, tutte possono essere utilizzate per descrivere fattori incidenti sull'insorgenza del fenomeno: 
- l'opposizione al sistema feudale (anche se, come ha notato Cortese, sorgono comuni anche in zone scarsamente feudalizzate, come l'Italia meridionale e la costa veneta; spesso inoltre famiglie nobili legate a questo sistema favoriscono il sorgere dell'ordinamento comunale e occupano all'interno di esso posizioni di rilievo);
- una debolezza del sistema feudale, come nel caso del Regno d'Italia, che portò i borghi a costruire delle proprie istituzioni di auto-governo, riempiendo un vuoto di potere più che per opposizione a un potere feudale molto debole;
- la presenza di un vescovo, eletto dal popolo e dunque fornito della legittimazione sia spirituale sia politica necessaria per legittimare un governo cittadino;[1]
- l'insorgere e l'affermarsi di fenomeni associativi, le "coniurationes" fra gruppi di cittadini;
- il progressivo complicarsi del sistema delle relazioni sociali e commerciali frutto della ripresa economica e demografica, che comporta la necessità di una nuova normazione e di un controllo più efficace del territorio.

Nelle città si associano i valvassori, i proprietari e i concessionari di terreni, i giudici e i notai, e istituiscono il Comune come associazione giurata e privata (coniuratio), un'associazione volontaria sorta tra membri di classi sociali diverse in difesa di determinate prerogative e interessi. I membri della coniuratio collaborano con il vescovo, dal quale ottengono protezione contro le possibili offensive della grande feudalità dalla quale si erano liberati.
Tra la fine dell'XI secolo e l'inizio del XII, il Comune aumenta la propria potenza e si sostituisce all'autorità costituita, trasformandosi in istituzione pubblica governata da consoli, coadiuvati da un consiglio maggiore per la trattazione degli affari ordinari e da un consiglio minore per la discussione dei problemi riservati. Pur essendo presenti esponenti della classe mercantile, l'origine del Comune italiano è quindi di carattere aristocratico, opera soprattutto dei milites secundi o valvassori, feudatari minori che la rivoluzione commerciale ha liberato dalla dipendenza dai grandi feudatari, mentre nei comuni transalpini è la classe borghese - mercantile all'origine del Comune.

### Organizzazione politica

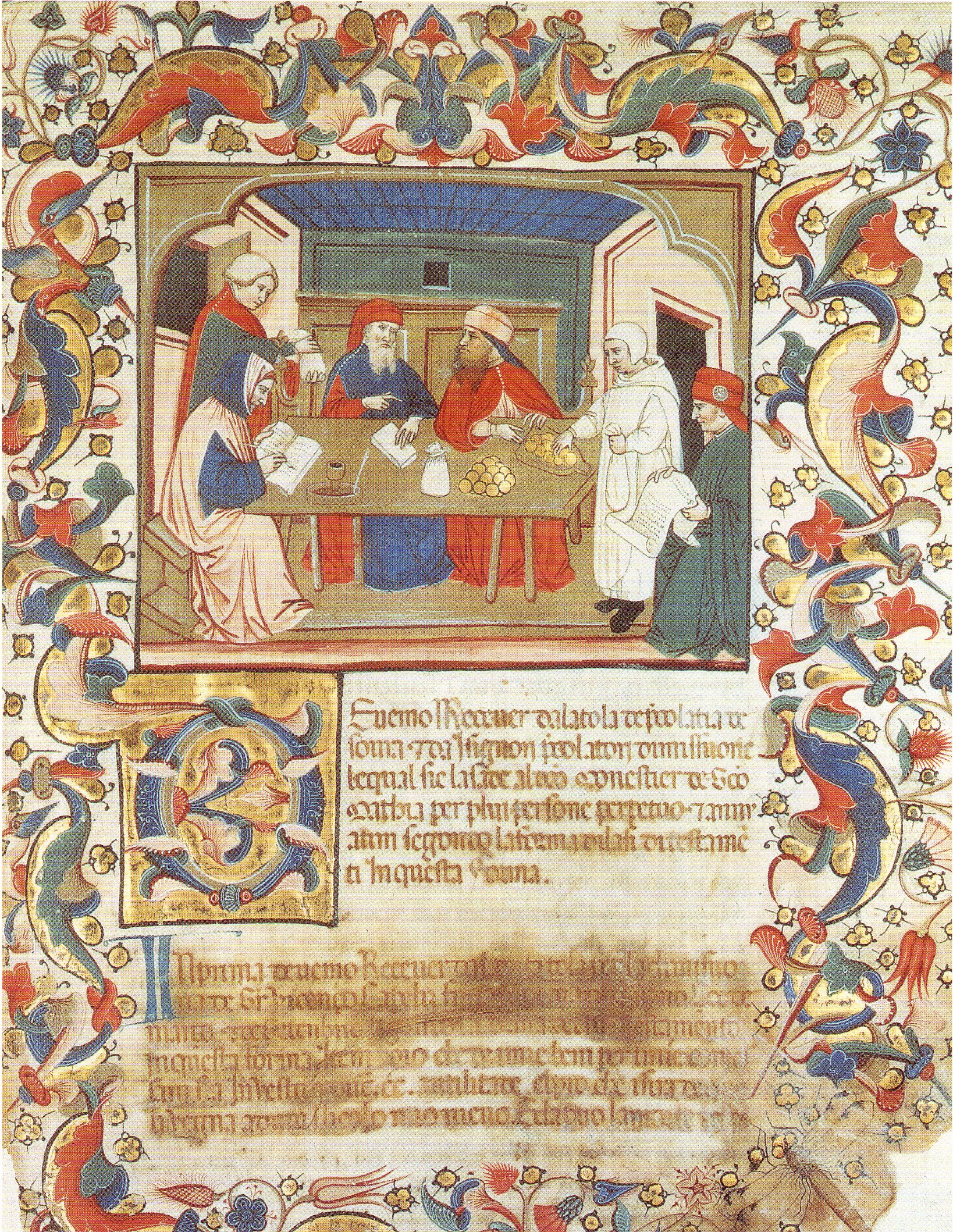
Riunione di mercanti in una miniatura del XIV secolo

Il governo del Comune era basato su un Consiglio generale cittadino che eleggeva dei magistrati, detti consoli, incaricati della reggenza. All'interno di questo organo collegiale le deliberazioni erano considerate valide in virtù di un corretto sviluppo della procedura, come la convocazione dell'assemblea in presenza di un numero minimo di cittadini appositamente nominati e la verbalizzazione delle decisioni.
Questi, in un primo momento, essendo privi di autorità, esercitavano il proprio ufficio in rappresentanza del vescovo: "Le città avevano continuato ad essere sedi di autorità ecclesiastiche e civili e, in qualche misura, centri politico-amministrativi e giudiziari. Ciò grazie in particolare all'autorità del vescovo e ai diritti di giurisdizione che aveva acquistato nei secoli X e XI sull'area urbana e suburbana. Intorno al vescovo, alla sua autorità, ai suoi organi di governo, nell'esercizio di quelle funzioni, si erano sviluppati inoltre ceti urbani diversi, definiti talora dalle fonti boni homines, che acquistarono influenza esercitando il governo insieme e per conto del vescovo".
Non siamo in grado di conoscere con esattezza né data, né luogo di nascita dei Comuni. Sappiamo, da alcuni documenti dell'XI secolo che i primi rappresentanti delle collettività furono chiamati Boni homines o Consoli. In principio i Comuni si ponevano come delle magistrature provvisorie nate per risolvere problemi di un dato momento, formate proprio da “uomini buoni” di cui tutti si fidavano. I consoli prestavano giuramento di fedeltà davanti alla cittadinanza elencando i propri obblighi che, insieme a consuetudini scritte e leggi approvate dal Comune, formarono le prime forme di Statuti cittadini. Durante il loro operato redigevano il “Breve”, una sorta di elenco-archivio in cui erano riportate tutte le opere pubbliche intraprese ma non terminate.
Tutti i cittadini che godevano di diritti urbani si riunivano nel Parlamento, che era l'organo fondamentale nella vita di un Comune. Per facilitarne la gestione, spesso quest'organo fu ridotto a una minoranza di individui, incominciando l'ascesa di quei gruppi che sarebbero divenuti dirigenti. Tutti i Comuni si assomigliarono per la presenza di una categoria di individui che godeva di maggiori diritti rispetto agli altri.
Per poter partecipare al potere comune bisognava essere: maggiorenni, maschi, pagare una tassa di ammissione, possedere una casa.
Ne erano invece esclusi le donne, i poveri, i servi, gli ebrei, i musulmani non convertiti e i "meteci".
In Italia l'ascesa dei Comuni fu ostacolata dal centralismo normanno nell'Italia meridionale, mentre essi raggiunsero un eccezionale sviluppo a Nord, espandendosi dalle città alle campagne. Questa crescita fu incoraggiata soprattutto dalle nobiltà locali per la possibilità tangibile di sganciarsi dal potere e dal controllo imperiale. Nel corso del XII-XIII secolo tutti i comuni acquisirono un buon livello di controllo anche sulla campagna a loro circostante, attuando quel processo che è detto formazione del contado (comitatinanza) e che comprendeva il Districtus (campagne annesse) e il Comitatus (campagne che già in origine facevano capo al Comune).
Alla fase consolare seguì poi una fase detta podestarile: il podestà era funzionario di mestiere con compiti di amministrazione del territorio comunale. Essi erano veri e propri professionisti, con compiti ben definiti e stipendiati dal Comune, la cui preparazione veniva acquisita con lo studio del diritto nelle nascenti università. Furono soprattutto le grandi famiglie di nobili a studiare e a specializzarsi per divenire podestà in modo da acquisire maggiore potere nel quadro del territorio comunale.
Durante l'età comunale nacquero anche le corporazioni delle arti e mestieri, associazioni di mercanti e artigiani riuniti secondo il mestiere che praticavano.

### Organizzazione territoriale del comune
Già prima della formazione dei comuni nelle città italiane si erano costituite delle associazioni spontanee di cittadini che si occupavano della difesa della città. Ogni tratto delle mura era assegnato agli abitanti dell'area vicina, che si alternavano a fare la guardia. In alcune città queste associazioni prendevano il nome longobardo di guaite, in altre prendevano il nome delle porte che difendevano.
In età comunale queste associazioni territoriali presero altri nomi: "vicinie", "cappelle", "popoli" (a Firenze). Ciò significava anche la diminuzione dei compiti militari e invece l'espansione di altre attività, dal mutuo soccorso, all'ordine pubblico, alla prevenzione degli incendi, all'organizzazione delle feste.
Con l'espansione urbanistica delle città, queste comunità territoriali furono accorpate in unità più grandi che ebbero, secondo quante erano in una città, il nome di terzieri (ad esempio a Siena e ad Ancona), quartieri (come a Firenze, Arezzo e Bologna) o sestieri (a Venezia, Milano e Genova). Queste divennero le articolazioni rilevanti agli effetti militari e politici. L'esercito cittadino, infatti era fondato sui quartieri, sia per quanto riguardava l'arruolamento sia per quanto riguardava lo schieramento in battaglia: spesso in caso di guerra due quartieri rimanevano a difesa della città e due andavano in campagna. Analogamente le tasse erano riscosse sulla base dei quartieri; così delle opere pubbliche erano onerati i quartieri interessati. Infine, le cariche pubbliche venivano assegnate in parti eguali fra i quartieri. A loro volta i quartieri avevano le loro cariche, i loro gonfalonieri, i loro stemmi.
In alcuni comuni, come a Bologna, vi era un ulteriore tipo di associazione militare su base territoriale, le "società delle armi". Esse erano nate per creare delle milizie popolari contro i magnati, e l'appartenenza a queste associazioni era perciò volontaria. Tuttavia l'esserne soci era requisito per partecipare alla vita pubblica all'epoca del governo popolare, analogamente all'appartenenza alle corporazioni. Perciò entrarono a far parte delle "società d'armi" i gruppi sociali esclusi dalle corporazioni.

### Il Comune e il mondo feudale: una coesistenza difficile
In linea generale, il Comune si fondò su princìpi opposti a quelli del feudalesimo. Mentre il mondo feudale (che era di origine germanica) fu agricolo e militare, e quindi "verticale" poiché fondato su una rigida gerarchia, il mondo comunale (che raccoglieva l'eredità della città-Stato antica) fu cittadino e mercantile, e quindi "orizzontale" poiché prevedeva la partecipazione al governo di tutti i cittadini, o quanto meno di una buona parte di essi, su un piano di sostanziale parità.
Di riflesso, in ambito di organizzazione militare, l'arma tipica del feudalesimo fu la cavalleria, costituita da quei "pochi contro molti" che formavano una casta militare formidabile e ben addestrata di professionisti e signori della guerra; i Comuni, invece, mettevano in campo eserciti cittadini, il cui nucleo era costituito dalla piccola nobiltà e dalla fanteria, quest'ultima formata da cittadini che prendevano occasionalmente le armi per la difesa necessaria del Comune, e quindi non sempre addestrati.
Una delle dinamiche storiche fondamentali di questi secoli fu dunque costituita dallo scontro tra le forze storiche del passato (il feudalesimo) e quelle nuove che emergevano con la nascita del Comune. Tuttavia il Comune non portò al superamento definitivo del feudalesimo: dobbiamo pensare a un'Europa variegata e composita, in cui coesistevano zone rurali "feudalizzate" e Comuni cittadini autonomi, in cui maturavano differenti realtà economiche e sociali.
Con il passare del tempo, i grandi feudatari trovarono opportuno convivere con la società borghese che si era formata dentro le mura cittadine. Generalmente, dove esisteva una forte aristocrazia militare, il Comune risultò meno vitale e il feudalesimo mantenne intatto il suo peso, specie dove persistevano esigenze di difesa dei confini (come nell'Europa orientale, in Spagna) o di espansione territoriale (come in Terra santa).

### La città "principio ideale della storia italiana"
Lo sviluppo del mondo comunale fu un processo lungo. I Comuni incominciarono a sorgere in varie parti d'Europa tra la metà del secolo XI e l'inizio del XII, in modo disomogeneo a seconda delle condizioni locali. Il vero e proprio laboratorio, in cui si sviluppò prima e più largamente che altrove la civiltà comunale, fu l'Italia centro-settentrionale, ma il Comune andò diffondendosi anche nella Francia meridionale e in alcune regioni della Germania. Questo grande fenomeno, che costituì un fatto nuovo nella storia medievale, fu dunque, per molti aspetti, tipicamente italiano. Anzi l'emergere della vita comunale contribuì a plasmare in modo durevole, con effetti che perdurano sino ai giorni nostri, la geografia politica e culturale dell'Italia.
Una delle ragioni della divaricazione storica e culturale tra Nord e Sud d'Italia va fatta risalire proprio all'epoca comunale. Le regioni settentrionali,  si andarono popolando di queste "piccole patrie", ciascuna gelosa della sua indipendenza e in perenne rivalità con i Comuni vicini, mentre nel Meridione il potente regno dei normanni e le forze feudali soffocarono sul nascere le autonomie locali.
Precise ragioni storiche spiegano perché in Italia il Comune si sviluppò prima che altrove. Benché il feudalesimo fosse diffuso anche nella Penisola italiana esistevano antiche radici urbane, risalenti all'epoca romana, mentre, d'altra parte, l'aristocrazia militare ricopriva un ruolo assai meno importante rispetto ad altre regioni d'Europa (Francia e Germania in particolare). Inoltre l'imperatore tedesco, che in teoria deteneva i diritti sovrani sulla Penisola italiana, era lontano e poteva esercitare il controllo effettivo del territorio solo in maniera molto relativa, cosa che, di fatto, facilitò lo sviluppo delle autonomie locali.

### Lo sviluppo dei Comuni: dal periodo consolare a quello podestarile

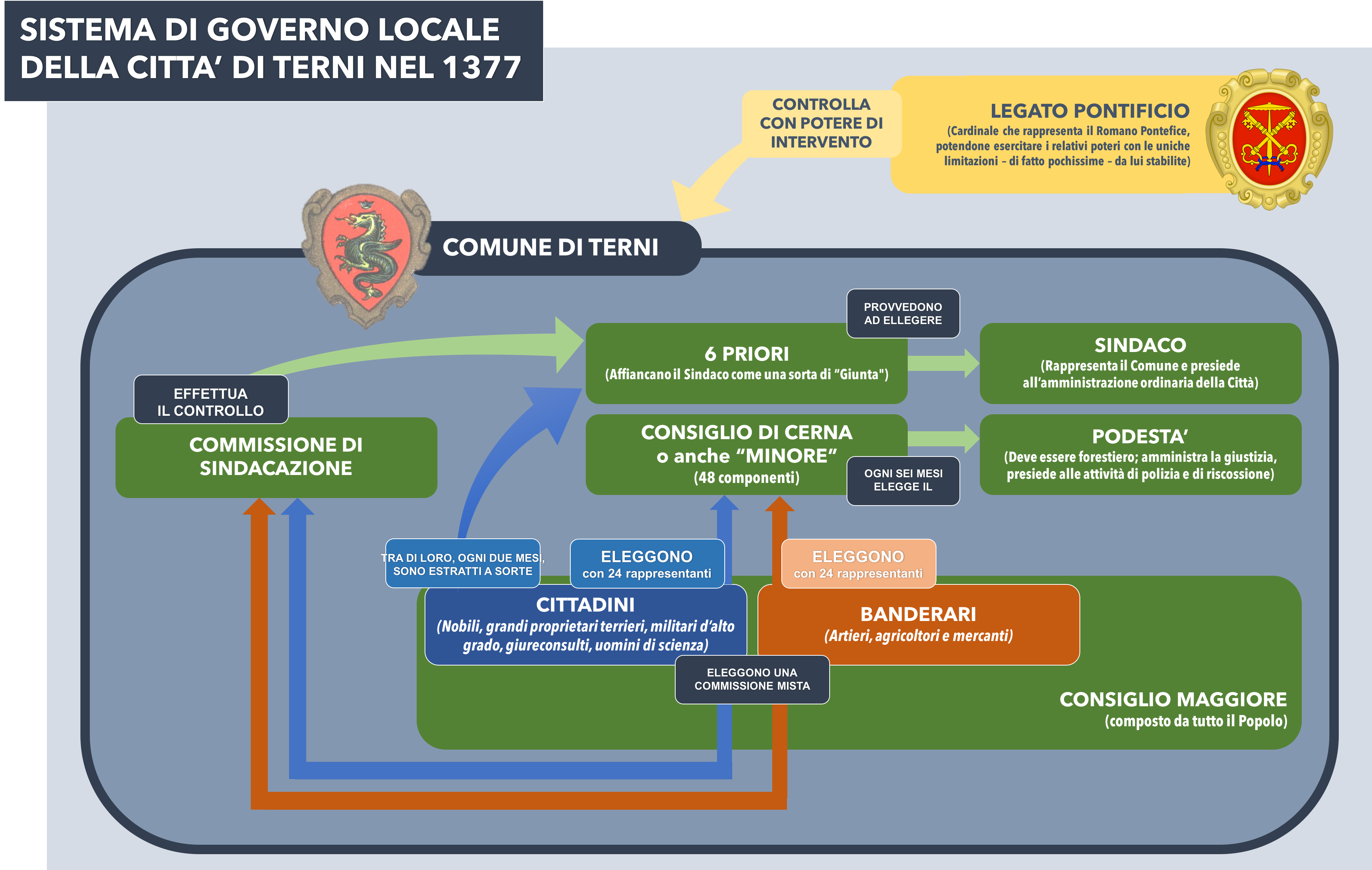
Sistema di governo del Comune di Terni nel 1377 (cioè dopo la reconquista pacificante del centro Italia da parte dell'Albornoz nel 1353)

Per la gestione cittadina i capifamiglia delle famiglie più potenti cominciarono a riunirsi in assemblea per poi dare vita ad associazioni che intervennero in modo sistematico e continuativo negli affari della città fino ad assumerne il governo.
La gestione di questi poteri venne assegnata dall’assemblea a un gruppo di magistrati chiamati consoli.
In base alle esigenze veniva stabilito il numero e la durata dell’incarico.
I consoli furono a lungo scelti tra le famiglie più potenti, il popolo infatti ebbe un ruolo politicamente secondario.
Visto che i comuni tendevano ad estendere il proprio dominio, i proprietari terrieri si videro in difficoltà.
La situazione si concludeva o con l’assedio da parte dei comuni o, si giungeva a un accordo pacifico con il cittadino in cui il signore si impegnava a rispettare l’autorità del comune ma ricevendo in cambio la cittadinanza.
L’assemblea venne anche chiamata Arengo o Parlamento.
Avevano il diritto di parteciparvi i maschi maggiorenni dotati di un discreto reddito.
Visto che era costituito da troppe persone presto l’Arengo fu sostituito dal Consiglio composto dai suoi rappresentanti.
I comuni d’Oltralpe ebbero un minor grado di autonomia perché la loro classe dirigente non era formata da famiglie nobili ed era militarmente inferiore.
Molti comuni quindi concordarono con il signore locale una carta franchigia o di comune attraverso la quale ottenevano determinate libertà.
In Italia la massiccia presenza della nobiltà fu poi motivo di continui e aspri conflitti tra le famiglie rivali.
Per assicurare una vera neutralità i comuni cominciarono ad affidare il governo al podestà, figura dai grandissimi poteri che doveva innanzi tutto garantire l’ordine pubblico.
In generale, la vita politica comunale attraversò quasi ovunque fasi analoghe. La prima forma di governo fu quella consolare: il potere veniva affidato per un anno a magistrati scelti dalla comunità, che sul modello romano erano chiamati consoli e il cui numero variava da due a venti a seconda dei periodi e dei Comuni. I primi consoli sono testimoniati per la città di Pisa nel 1085.
In un primo tempo, questi magistrati appartenevano alla nobiltà e avevano potere esecutivo, occupandosi del governo della città e del comando dell'esercito in tempo di guerra. Tuttavia la fioritura dei commerci e dell'artigianato portò rapidamente anche i ricchi mercanti e artigiani ai vertici del potere comunale. Ciò avvenne nel corso del XII secolo, quando i ceti economicamente emergenti pretesero una più ampia partecipazione politica. Il mutamento fu non di rado contrassegnato da aspri conflitti sociali: i nobili erano restii a cedere il potere nelle mani dei nuovi ricchi, ma il processo era inevitabile, perché la ricchezza e il potere di un Comune passavano necessariamente per le mani di mercanti e artigiani, che accumulavano ricchezze con la loro intraprendenza e i cui interessi, ovviamente, non coincidevano con quelli della nobiltà, formata da proprietari terrieri.
La lotta fra nobiltà e borghesia commerciale costituì una delle dinamiche storiche più importanti nella turbolenta vita comunale. In seguito a questi contrasti, la figura politica del podestà si sostituì o si affiancò a quella del consiglio dei consoli, che governava i Comuni medievali a partire dalla fine del XII secolo. Tale carica, contrariamente a quella di console, poteva essere ricoperta da una persona non appartenente alla città che andava a governare (per questo era detto anche podestà forestiero), in modo da evitare coinvolgimenti personali nelle controversie cittadine e garantire l'imparzialità nell'applicazione delle leggi. Il podestà era eletto dalla maggiore assemblea del Comune (il Consiglio generale) e durava in carica, di solito, sei mesi o un anno. Doveva giurare fedeltà agli statuti comunali, dai quali era vincolato, e alla fine del mandato il suo operato era soggetto al controllo da parte di un collegio di sindaci.
Il podestà era, dunque, un magistrato generalmente al di sopra delle parti, una specie di mediatore, a cui era affidato il potere esecutivo, di polizia e giudiziario, divenendo di fatto il più importante strumento di applicazione e di controllo delle leggi, anche amministrative. Il podestà non aveva, invece, poteri legislativi, né il comando delle milizie comunali, che era affidato al Capitano del Popolo.
Con il passare degli anni, la carica di podestà divenne un vero e proprio mestiere esercitato da professionisti, che cambiavano spesso sede di lavoro e ricevevano un regolare stipendio. Questo continuo scambio di persone e di esperienze contribuì a fare in modo che le leggi e la loro applicazione tendessero a diventare omogenee in città anche distanti tra loro, ma nelle quali avevano governato gli stessi podestà.
Nonostante lo sforzo compiuto per sanare i contrasti, la fase podestarile del Comune fu contraddistinta da dure lotte sociali. Nel corso del secolo XII, in alcuni Comuni prese il sopravvento la fazione popolare, controllata dai ceti mercantili e artigiani. La ricerca di maggiore stabilità aveva infatti portato la borghesia cittadina ad affiancare al podestà, sostenuto dal ceto più abbiente, una nuova figura, quella del Capitano del Popolo, un magistrato, spesso forestiero, che restava in carica per sei mesi o un anno, ma che finì comunque per rappresentare gli interessi delle arti maggiori.

### Il "comune di popolo" e l'affermazione del ceto mercantile
La lotta fra nobiltà e borghesia commerciale si risolse generalmente con l'affermazione di una nuova classe sociale, nata dalla fusione dei ceti mercantili più agiati con le famiglie di nobiltà feudale. Ad accrescere il peso politico della classe mercantile e imprenditoriale contribuirono anche le "arti", vale a dire le corporazioni che raggruppavano in un'associazione tutti coloro (proprietari, salariati o apprendisti), che erano impegnati in un medesimo settore produttivo. Sostanzialmente, le arti organizzavano il mondo del lavoro all'interno del Comune, e non era possibile a nessuno intraprendere un'attività produttiva di qualsiasi tipo senza essere affiliato a un'arte, la quale aveva regolamenti e gerarchie interne molto rigidi. Le arti divennero importanti organi di pressione politica, fino a costituire corporazioni autonome.
Il Comune medievale, quindi, non va inteso come una struttura politica unitaria (com'erano le città-Stato antiche), ma piuttosto come un conglomerato di poteri minori (nobiltà, clero, membri delle arti, ecc.), ciascuno geloso della sua autonomia e dei suoi privilegi. Benché quindi la maggioranza dei cittadini godesse dei diritti politici, questi erano mediati attraverso organismi e corporazioni, che limitavano i pieni diritti individuali: non si può quindi parlare per i Comuni medievali di "democrazia", quanto meno nel senso che questa parola aveva per le antiche città-Stato, come Atene (cfr. democrazia ateniese).
Fra il XIII e il XIV secolo si affermò la figura del mercante-banchiere, detentore del capitale mobile, che con il suo dinamismo ruppe le vecchie barriere del feudalesimo. Egli era padrone di ingenti capitali, che poteva associare a quelli di altri mercanti. Teneva i diari giornalieri (quaderni di ricordanze) e fece sorgere scuole professionali per i giovani. Incominciarono a essere utilizzati gli assegni. Contemporaneamente nacque la lettera di cambio o cambiale, valida per il trasferimento di grossi capitali, che però non poteva essere "girata" (l'uso della "girata" fu introdotto tra i secoli XVI e XVII). Nacquero anche le prime compagnie commerciali e le prime assicurazioni. Si affermò il diritto commerciale e con esso furono istituiti i tribunali mercantili che avevano il compito di giudicare rapidamente le vertenze legate all'attività commerciale. Sorsero anche la commenda, la partita doppia e le prime società per azioni.
I mercanti più ricchi e i banchieri tesero poi a investire il capitale nell'acquisto di terre, a cui era spesso legata la possibilità di ottenere titoli nobiliari: si trattava di una nuova nobiltà, animata da un nuovo spirito affaristico.

## La situazione nell'Italia meridionale e nelle isole
Se nell'Italia settentrionale e centrale il Comune si sviluppò precocemente, ben diversa fu la situazione della Sicilia e dell'Italia meridionale, dove si affermò nel XII secolo il regno dei Normanni, uno tra i più solidi dell'epoca. I Normanni, si erano stanziati nell'Italia meridionale agli inizi dell'XI secolo: nel 1059 papa Niccolò II aveva incoronato Roberto il Guiscardo duca di Puglia e di Calabria. Nel frattempo la Sicilia era caduta nelle mani di un fratello di Roberto il Guiscardo, Ruggero d'Altavilla, che nel corso di trent'anni sconfisse gli emirati arabi dell'isola (1061-1091), assumendo infine il titolo di Gran Conte di Sicilia.
Suo figlio Ruggero II di Sicilia (1113-1154) nel 1130 si fece incoronare re di Sicilia: sotto il suo dominio venne a trovarsi anche il sud della Penisola, poiché lo zio Roberto il Guiscardo, morendo, non aveva lasciato discendenti diretti. Si costituì, così, un potente Stato che comprendeva tutta l'Italia meridionale e che, tra varie vicende, sarebbe rimasto sostanzialmente immutato, sino all'annessione nel 1860 nel regno d'Italia.
Il regno dei Normanni divenne una delle principali potenze del Mediterraneo. Con Ruggero II si affermò uno Stato forte, nel quale grande importanza conservavano le istituzioni feudali, ma dove le tendenze autonomistiche dell'alta feudalità (i baroni) erano controllate dalla corona. Dagli arabi, Ruggero ereditò una struttura amministrativa posta sotto il suo diretto controllo.
Il regno dei Normanni, anche per la sua posizione geografica, godette di un periodo di grandissimo splendore: era uno Stato potente, con un forte esercito e una forte marina, che ben presto rivaleggiarono con le altre potenze del Mar Mediterraneo, gli arabi e i Bizantini. I re normanni si lanciarono in un'ambiziosa politica espansionistica: i loro obiettivi furono le coste dell'Africa e soprattutto i Balcani, dove a più riprese condussero spedizioni contro gli imperatori bizantini. L'ambizione, neppure tanto segreta, dei re normanni era quella di conquistare Costantinopoli e sedere sul trono dell'Impero bizantino. L'occasione per l'espansione dei Normanni si ebbe con le crociate, a cui il Regno di Sicilia contribuì in modo determinante.
Se in quei decenni l'organizzazione del Regno di Sicilia rappresentava un elemento di vantaggio rispetto alle forme di organizzazione degli altri Stati europei, a lungo andare la struttura feudale del Regno frenò l'espansione politica, sociale ed economica delle città dell'Italia Meridionale.
In Sardegna comuni con istituzioni affini a quelle dell'Italia centro-settentrionale si svilupparono tra il XIII secolo e i primi decenni del XIV secolo, principalmente nei territori dell'isola finiti sotto l'egemonia della repubblica di Pisa o di importanti famiglie pisane come i della Gherardesca. Delle città sarde che si diedero statuti propri (in parte confermati dai successivi dominatori aragonesi), appaiono rilevanti per l'importanza storica, istituzionale ed economica Sassari, Villa di Chiesa e Castel di Castro.

## Lo scontro fra i Comuni e l'Impero
Se i Comuni poterono nascere e consolidarsi nell'Italia settentrionale, ciò dipese anche dalla debolezza dell'Impero, in preda alla lotta per le investiture contro il Papato, e ai contrasti che divisero i grandi feudatari tedeschi, ai quali spettava l'elezione dell'imperatore. L'Impero era conteso fra due duchi di Svevia (o Hohenstaufen), detti "ghibellini" dal loro castello di Waiblingen, e i duchi di Baviera, detti "guelfi" dal loro capostipite Guelfo I.
L'eclissi dell'Impero fu solo temporanea: infatti, solamente nel 1152, con l'ascesa al trono di Federico Barbarossa l'Impero trovò nuovamente alla sua guida una personalità fortissima. Federico poté contare sull'appoggio della grande feudalità tedesca, unita a lui da una serie di matrimoni dinastici. Egli quindi fu eletto senza contrasti re di Germania, a cui per tradizione spettava il trono imperiale. Ma un imperatore dell'Impero Germanico non si sentiva in pieno possesso dei suoi diritti sinché non avesse stabilito la propria autorità sull'Italia.
Così una buona parte della politica di Federico Barbarossa interessò l'Italia, dove nel frattempo i Comuni si erano sviluppati, approfittando della crisi dell'Impero e conseguendo una grande autonomia. Nessuno, peraltro, in Italia pensava di mettere in dubbio l'autorità suprema dell'imperatore. Tuttavia, di fatto, molte prerogative del sovrano erano passate ai Comuni, come i diritti di imporre tributi, coniare monete, promulgare leggi, nominare magistrati, guidare l'esercito. Fu perciò inevitabile un conflitto tra Impero e Comuni, il cui esito avrebbe indirizzato e condizionato la storia italiana nei secoli successivi.

### L'imperatore verso il conflitto con il Papato e i Comuni
Il Barbarossa non tardò a scendere in Italia: già nel 1154, due anni dopo la sua elezione, si presentò come il sovrano legittimo venuto a restaurare pace e giustizia. Il papato guardò dapprima con favore alla discesa del Barbarossa, dal quale si aspettava un aiuto contro i cittadini romani che, per impulso del monaco Arnaldo da Brescia, avevano proclamato l'autonomia del Comune di Roma. Era un fatto nuovo, che rischiava di scalzare dalle fondamenta il potere politico che il Papato aveva conquistato in Italia: Arnaldo, infatti, predicava il ritorno della Chiesa alla purezza e alla povertà delle origini e condannava i possessi mondani e, con essi, il potere temporale del Papa.
Il Barbarossa non tradì le aspettative pontificie: giunto a Roma, catturò Arnaldo da Brescia, che fu mandato al rogo come eretico, e ristabilì l'autorità del papa. Come compenso, ricevette dal papa l'incoronazione imperiale. Ma l'alleanza tra Papato e impero era solo provvisoria, dato che i motivi storici di contesa tra le due massime istituzioni dell'Europa medievale restavano comunque fortissimi. Ben presto i rapporti si guastarono di nuovo, poiché il papa, nel 1156, venne a patti con i Normanni che occupavano l'Italia meridionale, vedendo in loro un contrappeso politico e un alleato contro lo strapotere del Barbarossa.
Il Barbarossa dovette ridiscendere in Italia nel 1158. Il Sud Italia, nelle mani del potentissimo regno dei Normanni, era un nemico troppo impegnativo per lui: decise pertanto di reprimere con le armi l'autonomia dei Comuni del Nord Italia, in particolare Milano che era la città più importante della regione.

### L'alleanza fra Papato e Comuni
Le pretese di Federico Barbarossa trovarono un'ostinata opposizione nel nuovo pontefice, papa Alessandro III, che non poteva accettare la restaurazione di un potere imperiale così invadente. Fu inevitabile che Papato e Comuni stringessero un'alleanza, in nome del comune interesse contro l'imperatore.
Tra Papa e imperatore ebbe inizio una lotta senza esclusione di colpi, che dapprima sembrò volgere a favore del Barbarossa. Alessandro III fu costretto all'esilio, mentre le città che non si piegavano al volere dell'imperatore dovettero subire pesantissime conseguenze. Milano venne bloccata dall'esercito imperiale e nel 1163 dovette arrendersi dopo un lungo assedio. La città fu saccheggiata, le mura abbattute e i cittadini vennero deportati in borghi distanti.
Federico Barbarossa, poteva mietere vittorie con le armi, ma non poteva arrestare il grande processo storico e politico costituito dall'espansione dei Comuni. Una volta tornato in Germania, infatti, gli avversari in Italia si stavano moltiplicando e trovarono il modo di organizzarsi. Nel 1163 i Comuni del nord Italia costituirono la Lega veronese, che nel 1167 si unì con la Lega di Lombardia, divenendo la Lega Lombarda: numerose città venete e lombarde s'impegnavano a garantirsi reciproco aiuto militare e a ricostruire Milano, tornata a essere centro della resistenza contro il Barbarossa.

### Le diete di Roncaglia e la pace di Costanza

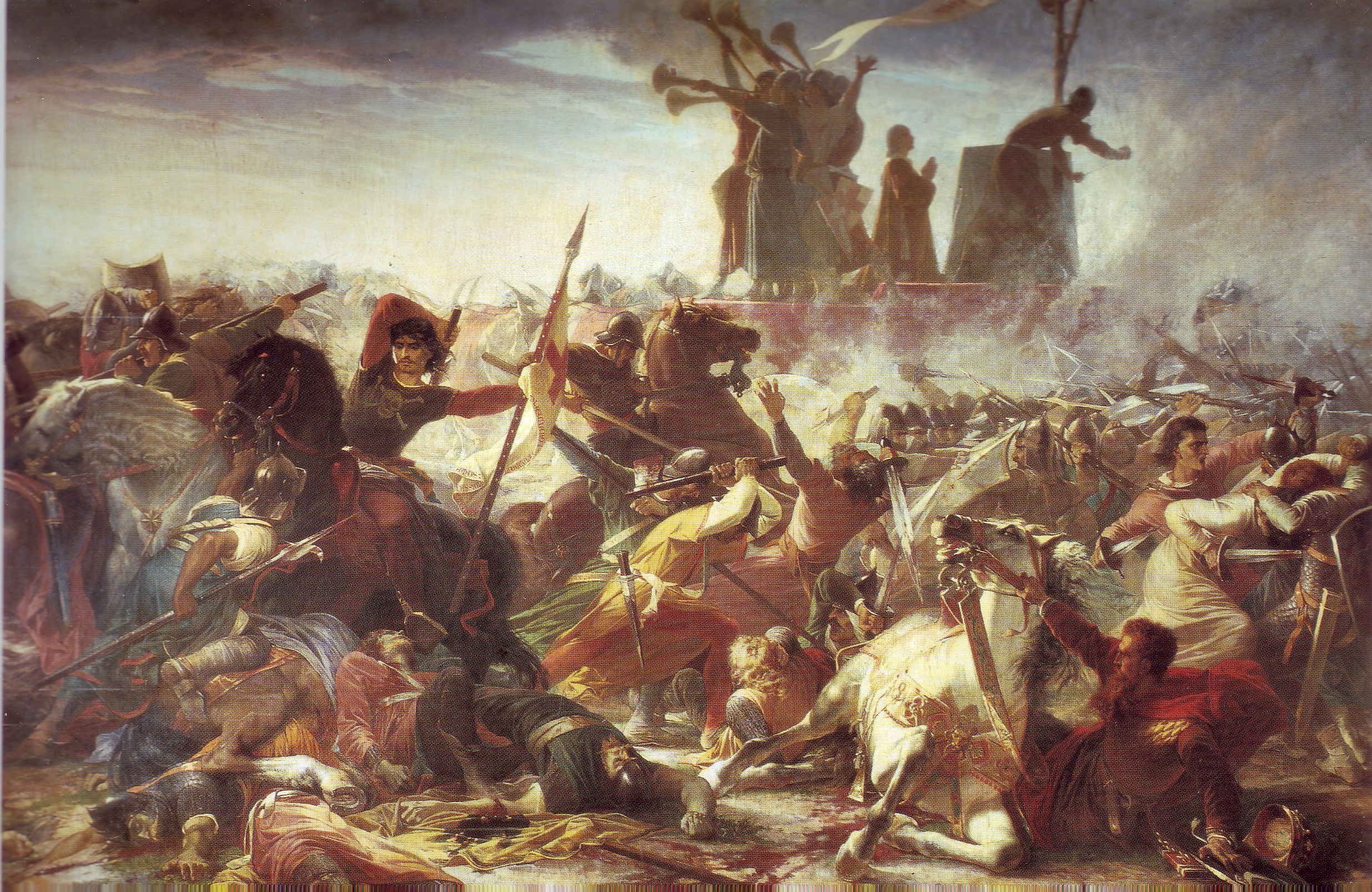
Battaglia di Legnano in un quadro di Amos Cassioli

Federico Barbarossa, nelle due diete di Roncaglia del 1154 e 1158, aveva spogliato i Comuni di tutte le regalie (diritti), che essi avevano usurpato all'autorità imperiale: imporre tributi, battere moneta, eleggere magistrati. Dopo alterne vicende il Barbarossa venne duramente sconfitto nella battaglia di Legnano (1176) dai Comuni italiani e nel 1183, con la Pace di Costanza, l'imperatore riconobbe ufficialmente le prerogative dei Comuni.
L'imperatore concedeva alcuni diritti in ambito amministrativo, politico e giudiziario, regalie comprese; rinunciava inoltre alla nomina dei podestà, riconoscendo i consoli nominati dai cittadini, i quali, tuttavia, dovevano fare giuramento di fedeltà all'imperatore e ricevere da lui l'investitura. I Comuni, inoltre, si impegnavano in cambio a pagare un indennizzo una tantum di 15.000 lire e un tributo annuo di 2.000, a corrispondere all'imperatore il fodro (ossia il foraggio per i cavalli, o un'imposta sostitutiva) quando questi fosse sceso in Italia, e a riconoscere la prerogativa imperiale di giudicare in appello questioni di una certa rilevanza.
La Pace di Costanza sancì la formale ubbidienza dei Comuni all'imperatore a fronte del riconoscimento delle autonomie comunali da parte del sovrano.

## Crisi del comune

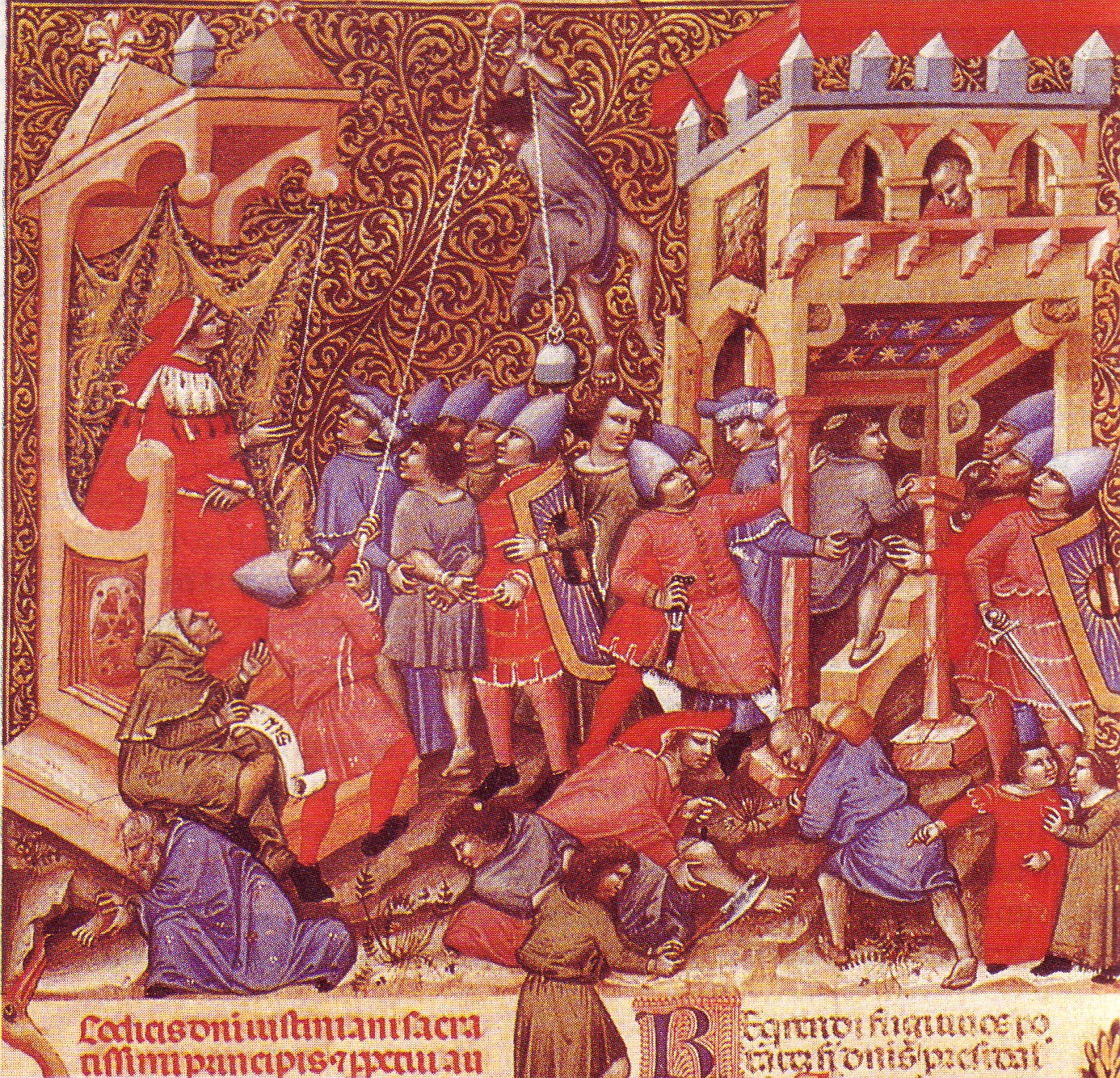
Scena con cattura e punizione di servi fuggiaschi. L'affrancamento dei ceti più umili, anche negli stessi Comuni progredì sempre lentamente, cagionando spesso momenti di tensione e forti contrasti sociali

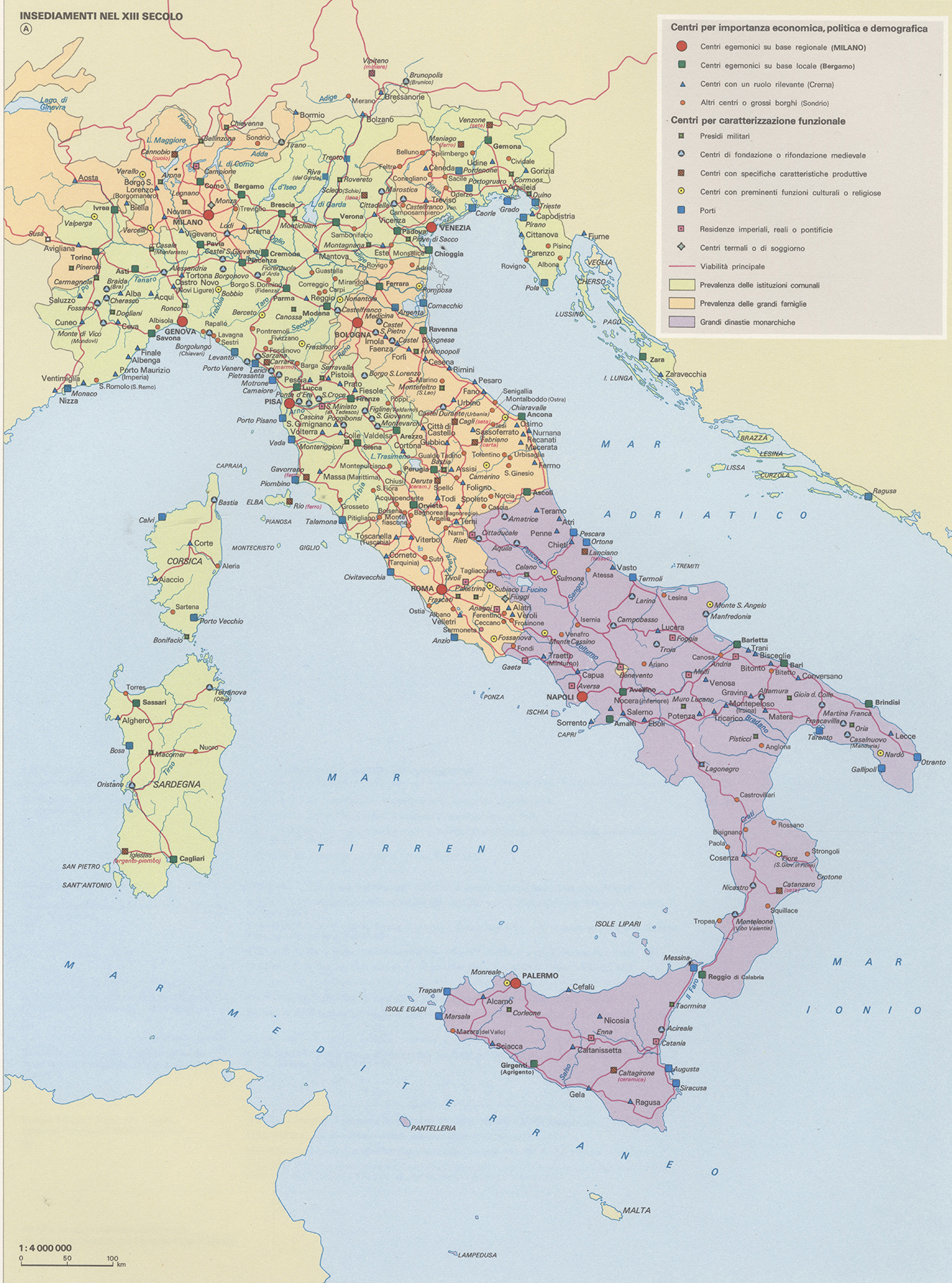
Situazione del territorio italiano nel XIII secolo

L'istituzione comunale entrò in crisi tra la fine del XIII e l'inizio del XIV secolo. All'origine della crisi si collocano i contrasti sociali interni, che finirono col logorare progressivamente la tenuta delle antiche magistrature comunali.
Le grandi famiglie aristocratiche, si disputavano il primato in un clima molto vicino a quello delle lotte feudali; la nobiltà inurbata aveva dovuto sostenere le rivendicazioni della borghesia delle Arti, sempre più potente e intenzionata ad assumere il controllo della vita politica; infine i ceti meno abbienti manifestavano la propria inquietudine: esclusi dai grandi profitti economici e tenuti ai margini di quella che restava sostanzialmente una repubblica oligarchica, spingevano per migliorare la propria condizione.
Il tentativo di affermare i propri diritti, sottraendoli alle famiglie aristocratiche, portò a varare le legislazioni antimagnatizie, differenti per ogni Comune, che impedivano l'esercizio dei pubblici uffici a coloro che fossero dichiarati "magnate", comportando l'allontanamento dalla vita pubblica di tutte le famiglie di antica aristocrazia.
La legislazione antimagnatizia, a causa della difficoltà a individuare gli effettivi "magnati", si rivelò inadeguata: la storiografia contemporanea non è riuscita a comprendere completamente se coloro che furono esclusi dalla vita politica furono vittime di una lotta di potere tra famiglie per la conquista del Comune o se effettivamente, almeno in parte, si trattò di una presa di coscienza dei ceti fino a quel momento esclusi, come il "popolo" e i "mercanti" ovvero la nuova "borghesia".
Un po' alla volta gli stessi magnati riuscirono ad accordarsi con i ricchi popolani e commercianti, chiamati "popolo grasso", per fare fronte comune e assumere incarichi direttivi. Restava escluso il cosiddetto "popolo magro", sostanzialmente gli artigiani, e il "popolo minuto", ovvero i lavoratori dipendenti.

## Verso la Signoria cittadina
Ulteriore motivo di crisi dell'antico assetto comunale fu l'ambizione del patriziato cittadino di espandersi nel contado e ai danni dei Comuni limitrofi, dando vita ai grandi Stati territoriali. Molto spesso influenti personalità, assunte cariche importanti in ambito comunale come quella podestarile, riuscirono a mantenerle per lungo tempo, se non a vita, talvolta rendendole ereditarie, portando alla scomparsa dell'istituzione comunale e lasciando il posto alla "Signoria cittadina".
Furono molto spesso gli stessi cittadini, esasperati dalle lotte interne, a consegnarsi volontariamente a personaggi influenti e potenti sia economicamente sia militarmente, con lo scopo di imporre e mantenere la pace. Questi soggetti, al fine di legittimare il proprio potere, si facevano incaricare formalmente dai poteri dell'epoca, l'Impero o il Papato, di mantenere il controllo e la pace in un determinato territorio, diventando così vicari imperiali o apostolici. Questi stessi soggetti non di rado furono all'origine di intere dinastie (gli Este a Ferrara, i Visconti a Milano, etc.).